# Пулкова къща
Пулковата къща (на гръцки: Οικία Πούλκως) е къща в град Сятища, Гърция.

## Местоположение
Къщата е разположена в южната махала Герания.

## История
Къщата е изградена в 1752 - 1759 година. Принадлежала е на Тодорос Емануилидис от Сятища, който я построява и я продава на Лазарос Пулкидис, търговец на тютюн.
В 1937 година къщата е обявена за паметник на културата.

## Архитектура
Представлява висока сграда със забележителна македонска архитектура, както и ценна вътрешна украса със стенописи и дърворезба. Във вътрешността е изрисуван целият Цариград заедно с Босфора. Останалата стенописна украса включва цветя, кораби и геометрични фигури. Характерни са цветните дървени тавани и прекрасните камини.
- Интериорът на къщата
- Интериорът на къщата